# کرک (گرمسار)
کرک، روستایی از توابع بخش ایوانکی شهرستان گرمسار در استان سمنان ایران است.

## جمعیت
این روستا در دهستان ایوانکی قرار دارد و براساس سرشماری مرکز آمار ایران در سال ۱۳۸۵، جمعیت آن ۱۸۸ نفر (۵۵خانوار) بوده‌است.